# Honjō Mutsuo

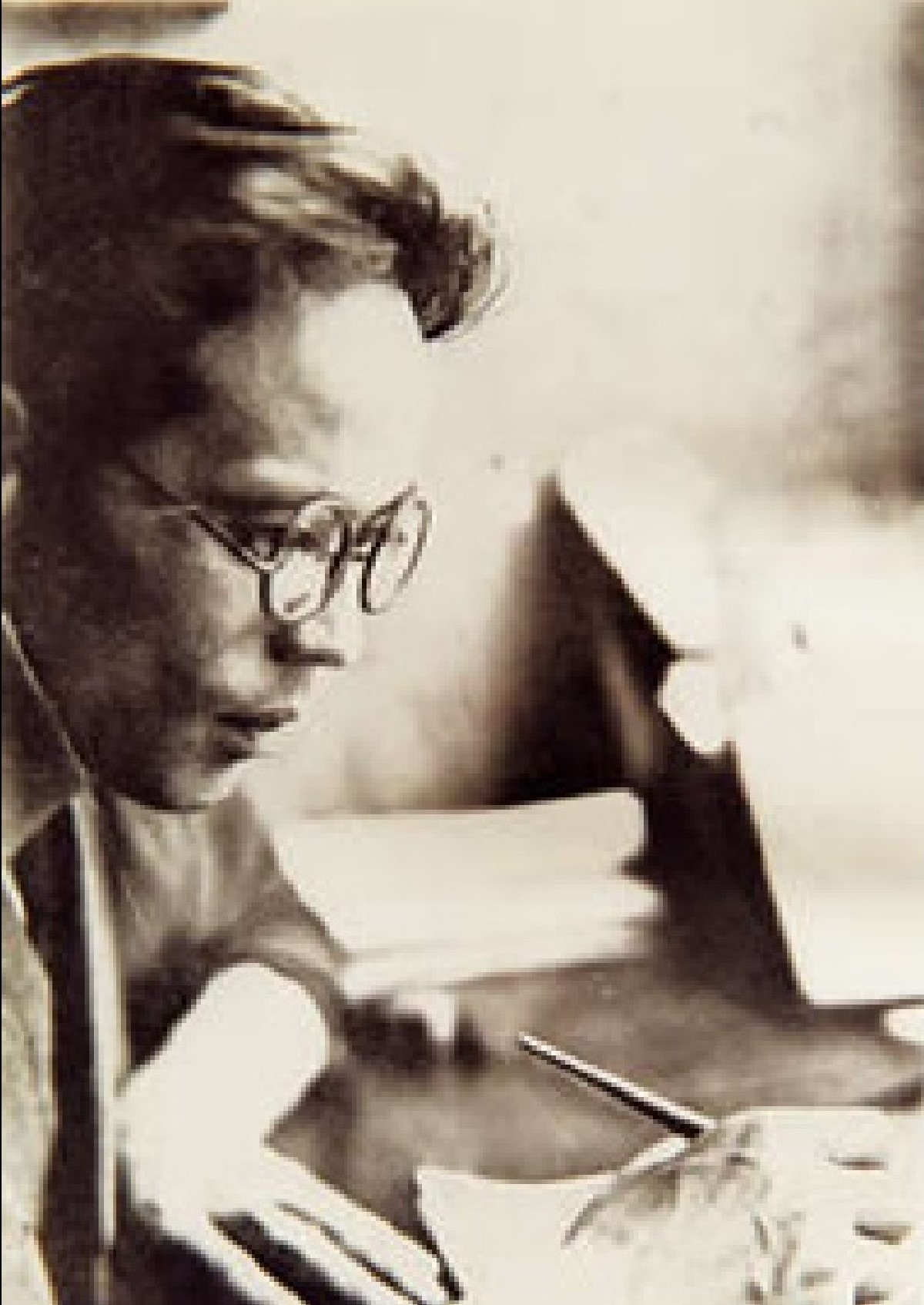
Honjō Mutsuo

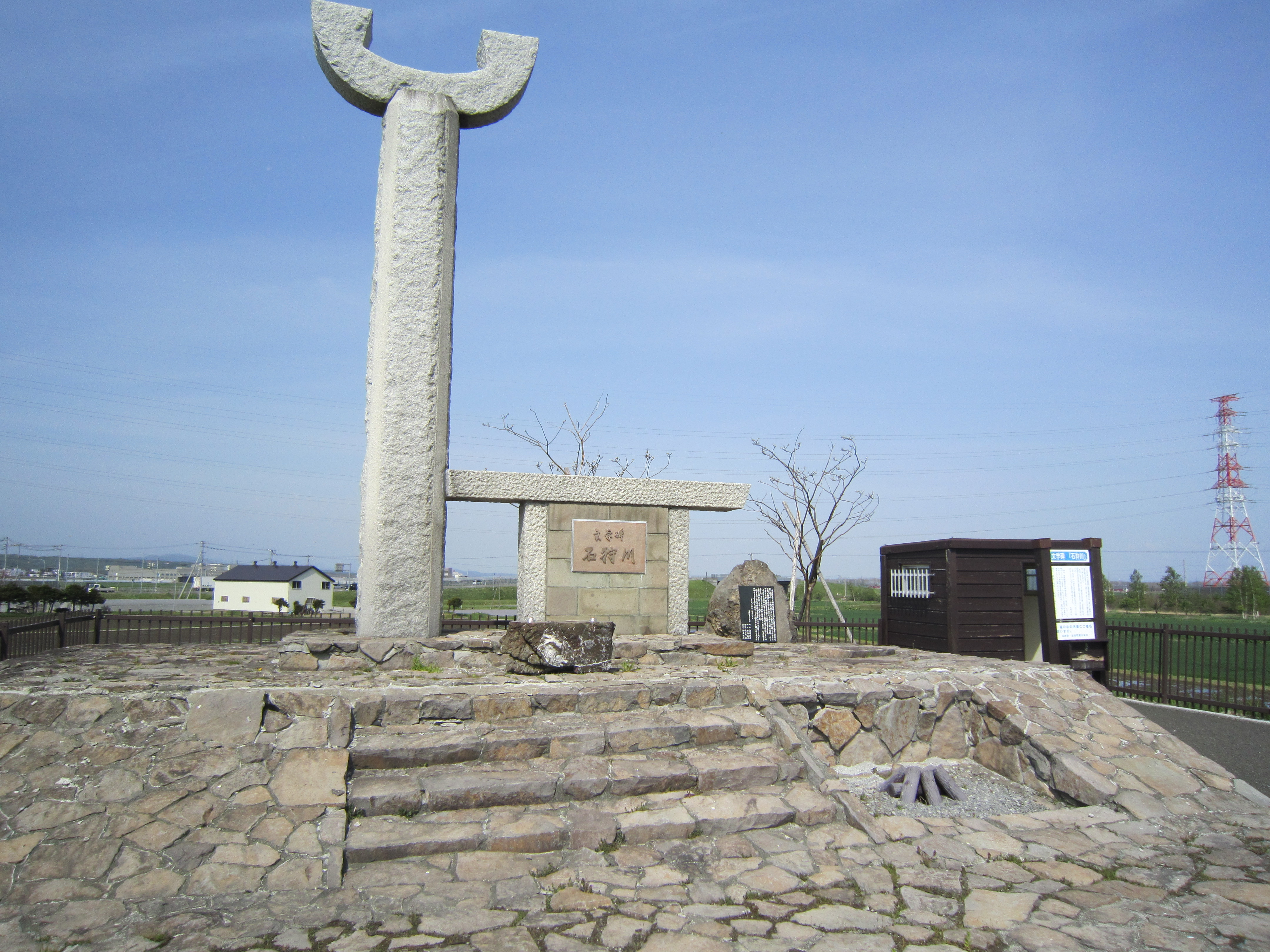
Gedenkstein „Ishikarigawa“

Honjō Mutsuo (japanisch 本庄 陸男; geboren 20. Februar 1905 in Tōbetsu (Präfektur Hokkaidō); gestorben 23. Juli 1939) war ein japanischer Schriftsteller. 

## Leben und Wirken
Honjō Mutsuos Vater, ein Samurai aus der Präfektur Saga, ging 1895 nach Hokkaidō und wurde Pionierlandwirt. Sohn Mutsuo machte eine Ausbildung am Lehrerseminar Aoyama (青山師範学校,  Aoyama shihan gakkō). Während er als Grundschullehrer arbeitete, veröffentlichte er einen Roman in einer privat organisierten Zeitschrift. Er beteiligte sich an der „Proletarischen Literaturbewegung“ in den 1920er Jahren und schrieb Märchen und Erziehungskritiken.
Honjō beteiligte sich im April 1934 an der Aktion „Wirklichkeit“ (現実, Genjitsu) und auch an der zweiten „Wirklichkeit“ sowie an der „Volksbücherei“ (人民文庫, Jimin bunko) im Jahr 1936. Aufsehen erregte sein auf seinen Lehrererfahrungen beruhendes Werk „Weiße Wand“ (白い壁, Shiroi kabe) 1934. Daneben gefielen auch Werke, wie das zu seiner verstorbenen Frau oder das, das dem Leben der Bauern gewidmet war.
Im Juni 1938 beteiligte er sich an der ersten Ausgabe von „Enju“ (槐) – „Schnurbaum“ und veröffentlichte den Roman „Ishikarigawa“ (石狩川) von 1939 bis 1940, der gut aufgenommen wurde. Er beschrieb darin die Mühen, die eine Gruppe von ehemaligen Samurai hatte, die in Waldgebieten von Hokkaidō versuchten Fuß zu fassen.
Honjō erkrankt und starb früh an Lungentuberkulose. Weitere Werke von ihm sind
- „Onna no ko otoko no ko“ (女の子男の子) – „Mädchen und Jungen“ 1940,
- „Ishikari wa natsuku“ (石狩は懐く) – „Die Ishikari-Gegend lieben“ 1939,
- „Honjō Mutsuo ikō-shū“ (本庄陸男遺稿集) – „Honjō Mutsuo Gesammelter Nachlass“ 1964,
- „Kyōryō“ (橋梁) – „Die Brücke“ 1968.